# Bertioga
Bertioga és un municipi brasiler de l'estat de São Paulo. La població estimada el 2006 era de 43.763 habitants i té una àrea de 491,7 km², resultant una densitat demogràfica de 89 hab/km².
Aquí morí el criminal nazi Josef Mengele, ofegat en una platja el 1979.

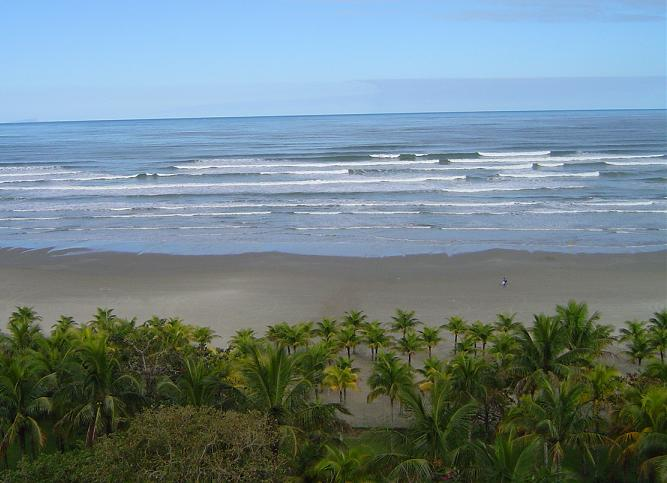
Platja a Bertioga.

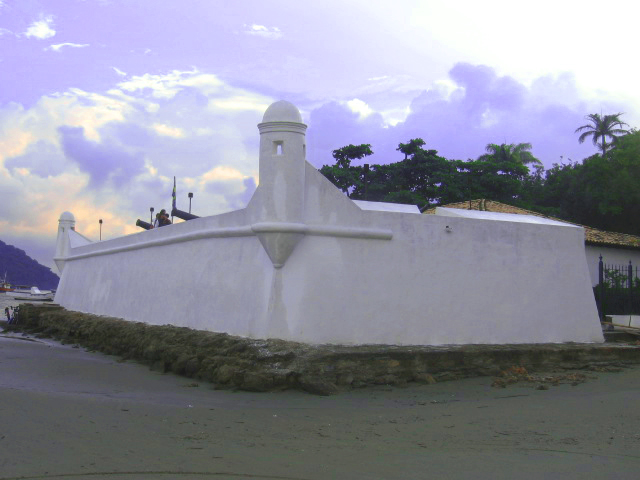
Fort São João, Bertioga.